# Lamar Hunt U.S. Open Cup de 2003
A Lamar Hunt U.S. Open Cup de 2003 foi a 90ª temporada da competição futebolística mais antiga dos Estados Unidos. Chicago Fire entra na competição defendendo o título.
O campeão da competição foi o Chicago Fire, conquistando seu terceiro título, e o vice campeão foi o New York MetroStars.

## Participantes
| Entram na Primeira e Segunda Fase                       | Entram na Primeira e Segunda Fase                                                                                    | Entram na Primeira e Segunda Fase | Entram na Terceira e Quarta Fase |
| USASA 3 Times                                           | PDL 6 Times | A-League/PSL 8 Times/7 Times | MLS 10 Times |
| USASA - Bridgeport Italians - Bavarian SC - Chico Rooks | PDL - Bradenton Academics - Chesapeake Dragons - Des Moines Menace - D.S. United - Fresno Fuego - Raleigh CASL Elite | A-League - Atlanta Silverbacks - El Paso Patriots - Minnesota Thunder - Milwaukee Wave United - Pittsburgh Riverhounds - Rochester Raging Rhinos - Seattle Sounders - Virginia Beach Mariners PSL - Carolina Dynamo - Long Island Rough Riders - Mid-Michigan Bucks - New Hampshire Phantoms - Reading Rage - Utah Blitzz - Wilmington Hammerheads | - Chicago Fire - Colorado Rapids - Columbus Crew - Dallas Burn - D.C. United - Kansas City Wizards - Los Angeles Galaxy - New England Revolution - New York MetroStars - San Jose Earthquakes |

## Premiação
| Lamar Hunt U.S. Open Cup de 2003 |
| -------------------------------- |
| CHICAGO FIRE Campeão (1º título) |